# 漢疆演習

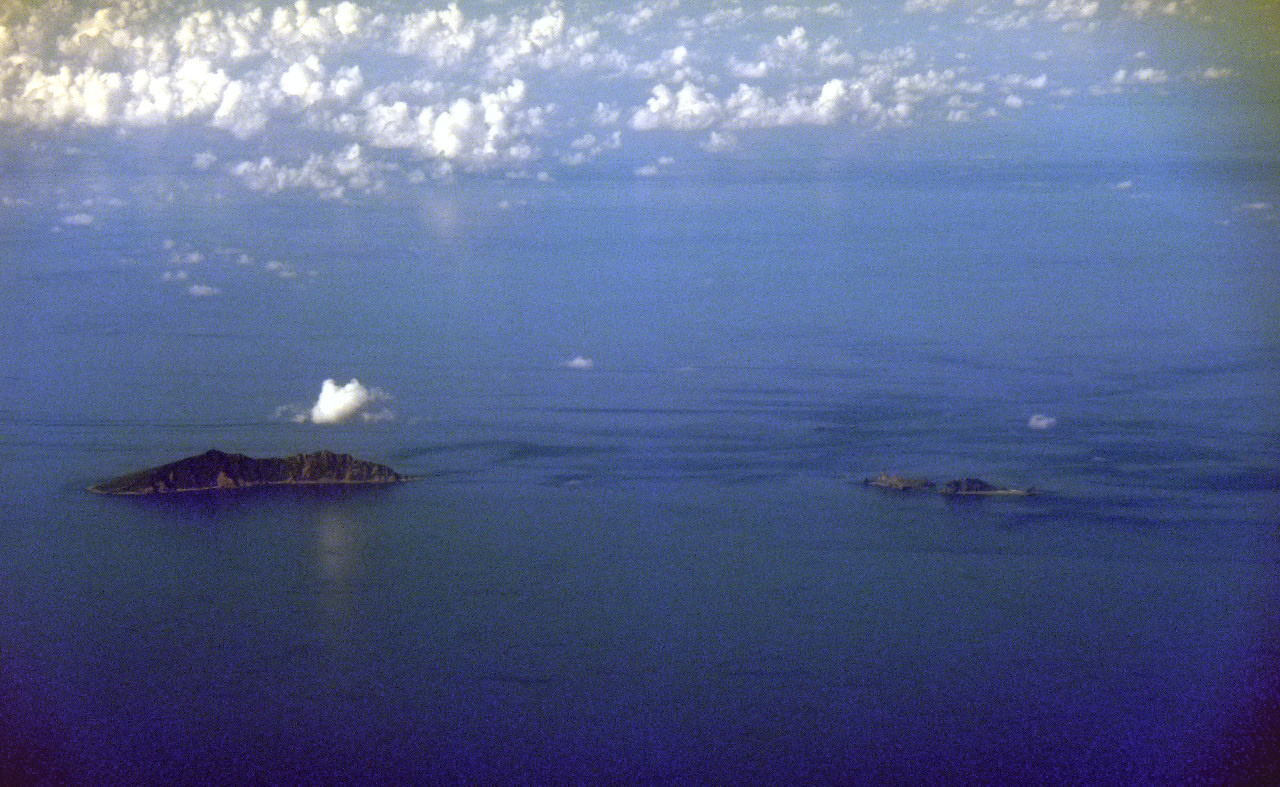
從左至右為釣魚臺、北小島、南小島

漢疆演習，或稱漢疆計畫，是民國79年（1990年）中華民國國軍计划護衛中華民國全國運動會暨臺灣區運動會聖火登島釣魚台列嶼宣示主權，然被時任中華民國總統兼中國國民黨主席李登輝制止的一項軍事作戰計畫，這是一件沒有中華民國政府官方文件的歷史公案，2012年時任總統兼國民黨主席馬英九接受《亞洲週刊》專訪時證稱「漢疆突擊隊」突擊登釣魚台是被李登輝喊停的。而李登輝則否認有過此一計畫。

## 作戰擬定
民國79年（1990年）由時任中華民國行政院院長郝柏村跳過總統兼三軍統帥李登輝，指示中華民國國防部研究擬訂漢疆演習，以中華民國陸軍空降特戰司令部獨立第62旅步4營第45連官兵組成突擊隊，護衛高雄市政府主辦臺灣區運動會聖火登島釣魚台宣示主權。

## 特別訓練
特別訓練於9月下旬實施，時任旅長賈輔義上校（中華民國陸軍軍官學校第39期），步4營營長張傳善中校（陸軍軍官學校第47期），第45連連長關至德上尉（陸軍軍官學校專科班第6期）。連上約80位弟兄，扣除已婚、待退、獨子，選一個加強排50人兵力實施格鬥、鎮暴、狙擊、爆破等特種訓練，；突擊隊預計搭乘UH-1直升機，為減輕重量利機動性，拆除直升機的火箭砲與機槍，禁止隊員帶項鍊、戒指，原本兩公斤重的軍皮鞋也換成膠鞋。特訓期間管制休假，最後幾天每日搭直升機加強軍事演習及作戰訓練，晚上播放電影《八百壯士》、《英烈千秋》...等軍教片激勵士氣，隊員切結保密，集體行動，軍服沒有階章、姓名，槍枝無國軍標誌，錄遺照並留下頭髮、指甲與遺書，有做好為國犧牲之心理準備。

## 作戰管制
特訓後於50名訓員中作戰管制36人執行任務，原由45連副連長張雄偉中尉（陸軍軍官學校專科班第8期）與排長簡宜天少尉（陸軍軍官學校預備士官班第39期）任正副隊長，復經連長關至德上尉（陸軍軍官學校專科班第6期）向作戰科科長林志雄中校（陸軍軍官學校第45期，後因車禍亡故）力爭取代副連長親自率隊，並提議增連輔導長楊立中尉（政治作戰學校第35期）改任副隊長，與旅部連報務士和譯電士二人，共計38人機降登島任務。

## 臨戰待命
10月20日任務當天，UH-1直升機4架，隊員38人帶著AN/PRC-77通信主機4部、57式機槍4挺、M72輕型反裝甲武器、M16突擊步槍、Mk 2手榴彈、彈藥及救生衣，於晚餐後在停機坪完成待命準備，連長與作戰科科長在旅部戰管室待命。突擊隊原定21日凌晨清島以利聖火登島。事實上，突擊隊主在護衛區運聖火登島，與拆除島上燈塔及建物設施，並無意與日本自衛隊衝突。唯當日凌晨高雄區運聖火「上賓一號」海釣船挺進至釣魚台6浬處時，已被日本海上自衛隊艦艇包圍無法再前進，僵持4小時後，聖火隊遙望著釣魚台點燃聖火，高舉中華民國國旗並高唱中華民國頌、梅花等歌曲後返航，是而突擊任務並未配合執行。
六二旅步四營營長張傳善中校於任務當天亦特地至機場停機坪，為突擊隊送行，並向突擊隊員表示：「回來我們就一起去喝酒，不回來營長也會親自送你們去忠烈祠。」

## 任務終止
該演習中華民國海軍、中華民國空軍均有配合措施，然而美國海軍、美國空軍亦在該海域加強戒備，警告臺灣軍隊不可輕舉妄動意味濃厚。突擊隊雖未護衛區運聖火登島，然任務仍持續待命，至11月5日總統李登輝親自打電話給行政院院長郝柏村說：「釣魚台是籌碼！不是戰場！」，任務方告終止。

## 傳媒報導與揭密成書
多年來這項沒有官方文件的歷史公案，中華民國政府是既不承認也沒否認，在突擊隊隊員未受訪前，傳媒載述多為概要，甚有訛傳情節，直至「漢疆突擊隊」隊員2012年受訪揭密成書「規復釣魚台從漢疆突擊隊出發」，方得一窺實境。
- 名稱：初擬以「悍疆計畫」為名，取悍衛疆土之意，因懼總統李登輝質疑反對，而改以「漢疆演習」為名，同（漢）字（演習），讓總統李登輝誤以為是「漢光演習」之一部，事實上確也達到欺瞞效果，唯部份載述仍以「漢疆計畫」為名。
- 任務：非長期軍事佔領，而是護衛台灣區運聖火登島釣魚台宣示主權，插旗與破壞燈塔及硬體設施，快去快回，無意與日員衝突。
- 旅長：賈輔義上校（1991年晉升少將），非薛石民少將。
- 突擊隊人數：45人是最初核報人數，作戰管制為38人執行。
- 直升機：UH—1H直升機4架次，非外傳八架，也沒出勤，由隊長始終在戰管室待命可證。
- 武器彈藥：當時從62旅彈藥庫找出批號最新的美造彈藥，以及狀況良好的美造20發短彈匣供突擊隊使用。
- 爆材：因是短暫登島宣示主權，僅輕裝攜手榴彈、57式機槍、66火箭彈簡易爆材，訛傳另攜56式3.5吋火箭筒，因該武器當時非堪用品未帶。
- 有人提議用立可白身體留名以利認屍作法但未實施，而遺照是用錄相非拍照。
- 行政院院長郝柏村是跳過總統兼三軍統帥李登輝逕指示國防部執行，故在10月21日總統李登輝並未知曉與制止登島任務，然該日雖未登島，任務未即撤銷，至總統李登輝獲知後，於11月5日方要求行政院院長郝柏村終止任務。
- 總統李登輝本人則否認有此計畫，只是單純要海軍艦隊護航在釣魚台海域作業的台灣漁船，並要求海軍不得進入日本領海。[11]:178

## 主要參與人物

### 政府高層官員、國軍高階將領
- 行政院院長郝柏村
- 國防部參謀本部聯三作戰及計畫參謀次長常志驊中將
- 國防部參謀本部聯三作戰及計畫參謀助理次長李建中少將
- 陸軍空降特戰司令部司令陳鎮湘中將
- 陸軍空降特戰司令部獨立第62旅旅長賈輔義上校
- 陸軍空降特戰司令部獨立第62旅作戰科科長林志雄中校
- 陸軍空降特戰司令部獨立第62旅步兵第4營營長張傳善中校

### 突擊隊
- 陸軍空降特戰司令部獨立第62旅步兵第4營第45連連長兼突擊隊隊長關至德上尉
- 陸軍空降特戰司令部獨立第62旅步兵第4營第45連輔導長兼突擊隊副隊長楊立中尉
- 陸軍空降特戰司令部獨立第62旅步兵第4營第45連排長兼突擊隊排長簡宜天少尉

### 書目
- 黃銘俊（主編）; 呂炯昌; 宋玉寧; 李中邦 等. . 菁典出版社. 2012年11月10日: 304頁 [2012]. ISBN 978-986-872-174-6 （中文）. 規格：精裝/19*26cm/普級/全彩/初版（繁體中文）